# Lijst van nummer 1-hits in de Nederlandse Single Top 100 in 1996
Deze hits stonden in 1996 op nummer 1 in de Mega Top 50, de voorloper van de huidige Nederlandse Single Top 100.
| Nummer | Datum        | Artiest               | Titel                                        |
| ------ | ------------ | --------------------- | -------------------------------------------- |
| 419    | 6 januari    | Linda, Roos & Jessica | Ademnood                                     |
|        | 13 januari   | Linda, Roos & Jessica | Ademnood                                     |
|        | 20 januari   | Linda, Roos & Jessica | Ademnood                                     |
|        | 27 januari   | Linda, Roos & Jessica | Ademnood                                     |
|        | 3 februari   | Linda, Roos & Jessica | Ademnood                                     |
| 420    | 10 februari  | Party Animals         | Have You Ever Been Mellow                    |
| 421    | 17 februari  | Fluitsma & Van Tijn   | 15 miljoen mensen                            |
|        | 24 februari  | Fluitsma & Van Tijn   | 15 miljoen mensen                            |
| 422    | 2 maart      | Guus Meeuwis & Vagant | Per spoor (Kedeng kedeng)                    |
|        | 9 maart      | Guus Meeuwis & Vagant | Per spoor (Kedeng kedeng)                    |
|        | 16 maart     | Guus Meeuwis & Vagant | Per spoor (Kedeng kedeng)                    |
|        | 23 maart     | Guus Meeuwis & Vagant | Per spoor (Kedeng kedeng)                    |
|        | 30 maart     | Guus Meeuwis & Vagant | Per spoor (Kedeng kedeng)                    |
| 423    | 6 april      | Captain Jack          | Captain Jack                                 |
|        | 13 april     | Captain Jack          | Captain Jack                                 |
|        | 20 april     | Captain Jack          | Captain Jack                                 |
|        | 27 april     | Captain Jack          | Captain Jack                                 |
| 424    | 4 mei        | Party Animals         | Hava naquila                                 |
| 425    | 11 mei       | Captain Jack          | Drill Instructor                             |
|        | 18 mei       | Captain Jack          | Drill Instructor                             |
|        | 25 mei       | Captain Jack          | Drill Instructor                             |
|        | 1 juni       | Captain Jack          | Drill Instructor                             |
| 426    | 8 juni       | Los del Río           | Macarena                                     |
|        | 15 juni      | Los del Río           | Macarena                                     |
|        | 22 juni      | Los del Río           | Macarena                                     |
|        | 29 juni      | Los del Río           | Macarena                                     |
| 427    | 6 juli       | Fugees                | Killing Me Softly                            |
|        | 13 juli      | Fugees                | Killing Me Softly                            |
|        | 20 juli      | Fugees                | Killing Me Softly                            |
|        | 27 juli      | Fugees                | Killing Me Softly                            |
|        | 3 augustus   | Fugees                | Killing Me Softly                            |
|        | 10 augustus  | Fugees                | Killing Me Softly                            |
|        | 17 augustus  | Fugees                | Killing Me Softly                            |
| 428    | 24 augustus  | Party Animals         | Aquarius                                     |
|        | 31 augustus  | Party Animals         | Aquarius                                     |
|        | 7 september  | Party Animals         | Aquarius                                     |
| 429    | 14 september | Spice Girls           | Wannabe                                      |
|        | 21 september | Spice Girls           | Wannabe                                      |
| 430    | 28 september | Rob de Nijs           | Banger hart                                  |
|        | 5 oktober    | Rob de Nijs           | Banger hart                                  |
|        | 12 oktober   | Rob de Nijs           | Banger hart                                  |
|        | 19 oktober   | Rob de Nijs           | Banger hart                                  |
|        | 26 oktober   | Rob de Nijs           | Banger hart                                  |
| 431    | 2 november   | The Kelly Family      | I Can't Help Myself (I Love You, I Want You) |
|        | 9 november   | The Kelly Family      | I Can't Help Myself (I Love You, I Want You) |
|        | 16 november  | The Kelly Family      | I Can't Help Myself (I Love You, I Want You) |
|        | 23 november  | The Kelly Family      | I Can't Help Myself (I Love You, I Want You) |
|        | 30 november  | The Kelly Family      | I Can't Help Myself (I Love You, I Want You) |
| 432    | 7 december   | Hakkûhbar             | Gabbertje                                    |
|        | 14 december  | Hakkûhbar             | Gabbertje                                    |
|        | 21 december  | Hakkûhbar             | Gabbertje                                    |
| 433    | 28 december  | No Doubt              | Don't Speak                                  |